# 제리 파크 스타디움
제리 파크 스타디움(영어:Jarry Park Stadium, 프랑스어:Stade Parc Jarry)은 캐나다 퀘벡주 몬트리올에 위치한 야구장이다. 과거 MLB 몬트리올 엑스포스의 홈구장으로 사용했다.